# グリッツァーナ・モランディ
グリッツァーナ・モランディ（伊: Grizzana Morandi）は、イタリア共和国エミリア＝ロマーニャ州ボローニャ県にある、人口約3,900人の基礎自治体（コムーネ）。

## 地理

### 位置・広がり

#### 隣接コムーネ
隣接するコムーネは以下の通り。
- カムニャーノ
- カステル・ディ・カージオ
- カスティリオーネ・デイ・ペーポリ
- ガッジョ・モンターノ
- マルツァボット
- モンツーノ
- サン・ベネデット・ヴァル・ディ・サンブロ
- ヴェルガート

### 気候分類・地震分類
グリッツァーナ・モランディにおけるイタリアの気候分類 (it) および度日は、zona E, 2730 GGである。
また、イタリアの地震リスク階級 (it) では、zona 3 (sismicità bassa) に分類される。

## 行政

### 分離集落
グリッツァーナ・モランディには、以下の分離集落（フラツィオーネ）がある。
- Campolo, Ponte, Savignano, Scola, Bivio Marnè, Piandisetta, Monteacuto Ragazza, Carviano, Oreglia, Stanco, Veggio, Tavernola, Tudiano, Salvaro.